# Sint-Denijskerk (Houwaart)

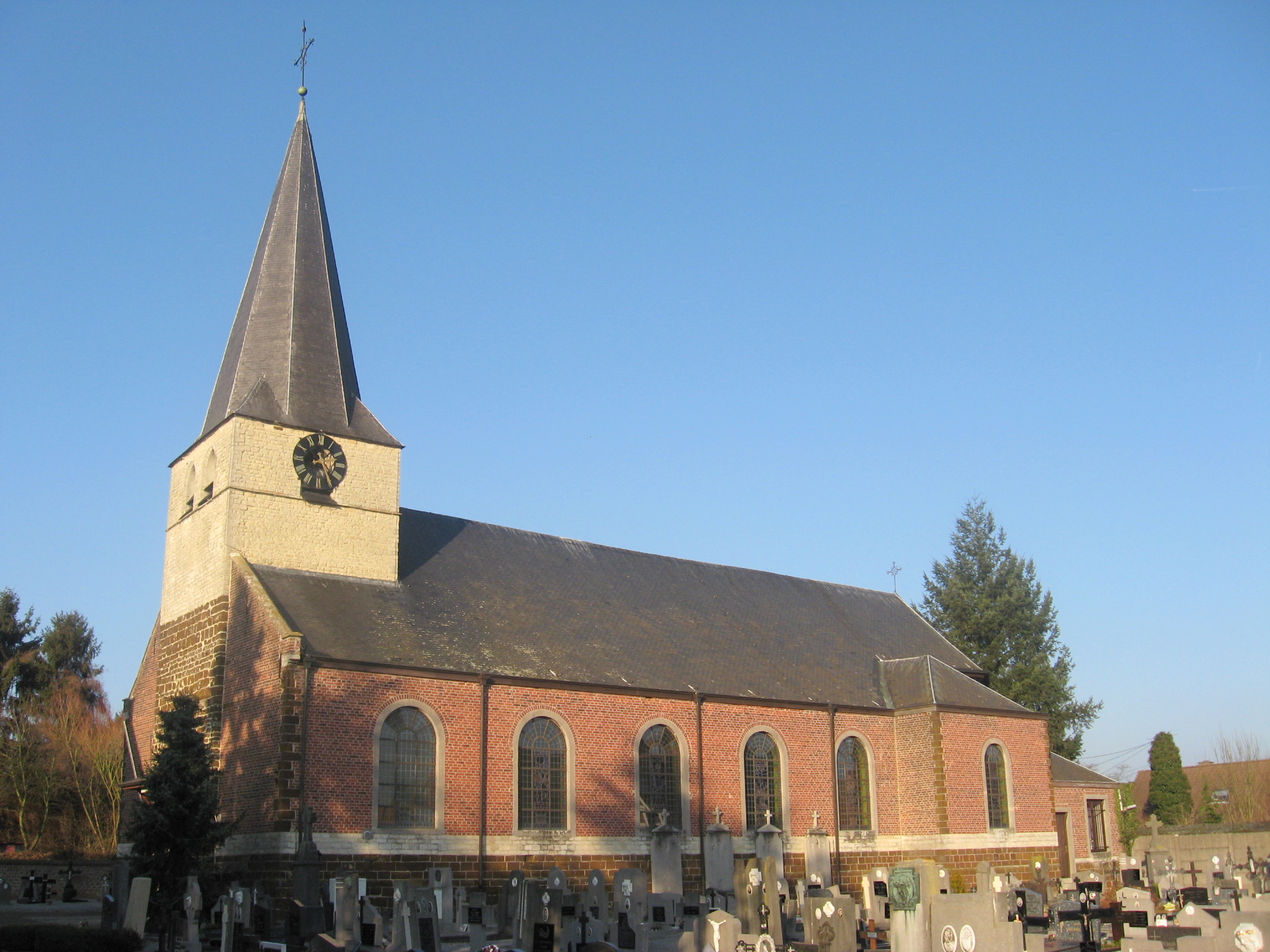
Sint-Denijskerk

De Sint-Denijskerk is de parochiekerk van de tot de Vlaams-Brabantse gemeente Tielt-Winge behorende plaats Houwaart, gelegen aan de Haldertstraat 25A.

## Gebouw
De ingebouwde westtoren is in vroeggotische stijl en stamt uit ongeveer 1300. De spits is 17e-eeuws. De toren is gebouwd in ijzerzandsteen.
De eigenlijke driebeukige kerk is een classicistisch bouwwerk van 1768, gebouwd in baksteen. Het koor en de sacristieën zijn van 1870 en werden ontworpen door Alexander Van Arenbergh.

## Interieur
Het kerkmeubilair is grotendeels 19e-eeuws. Er is een biechtstoel uit het begin van de 18e eeuw en een laatgotisch doopvont uit het einde van de 16e eeuw. Ook bezit de kerk een 18e-eeuws orgel. Uit begin 16e eeuw is een calvariegroep en er zijn beelden van Onze-Lieve-Vrouw met Kind en Sint-Dionysius (omstreeks 1600), Sint-Hubertus (17e eeuw) en Sint-Rochus (eind 17e eeuw). Een schilderij Heilige Drievuldigheid werd in 1773 geschilderd door Pieter Jozef Verhaghen.